# جيرارد بي. هندرسون
جيرارد بي. هندرسون (بالإنجليزية: Girard B. Henderson)‏ هو شخصية أعمال أمريكي، ولد في 25 فبراير 1905 في بروكلين في الولايات المتحدة، وتوفي في 16 نوفمبر 1983 في لاس فيغاس في الولايات المتحدة.